# Iglesia de la Virgen de la Asunción (Veo)

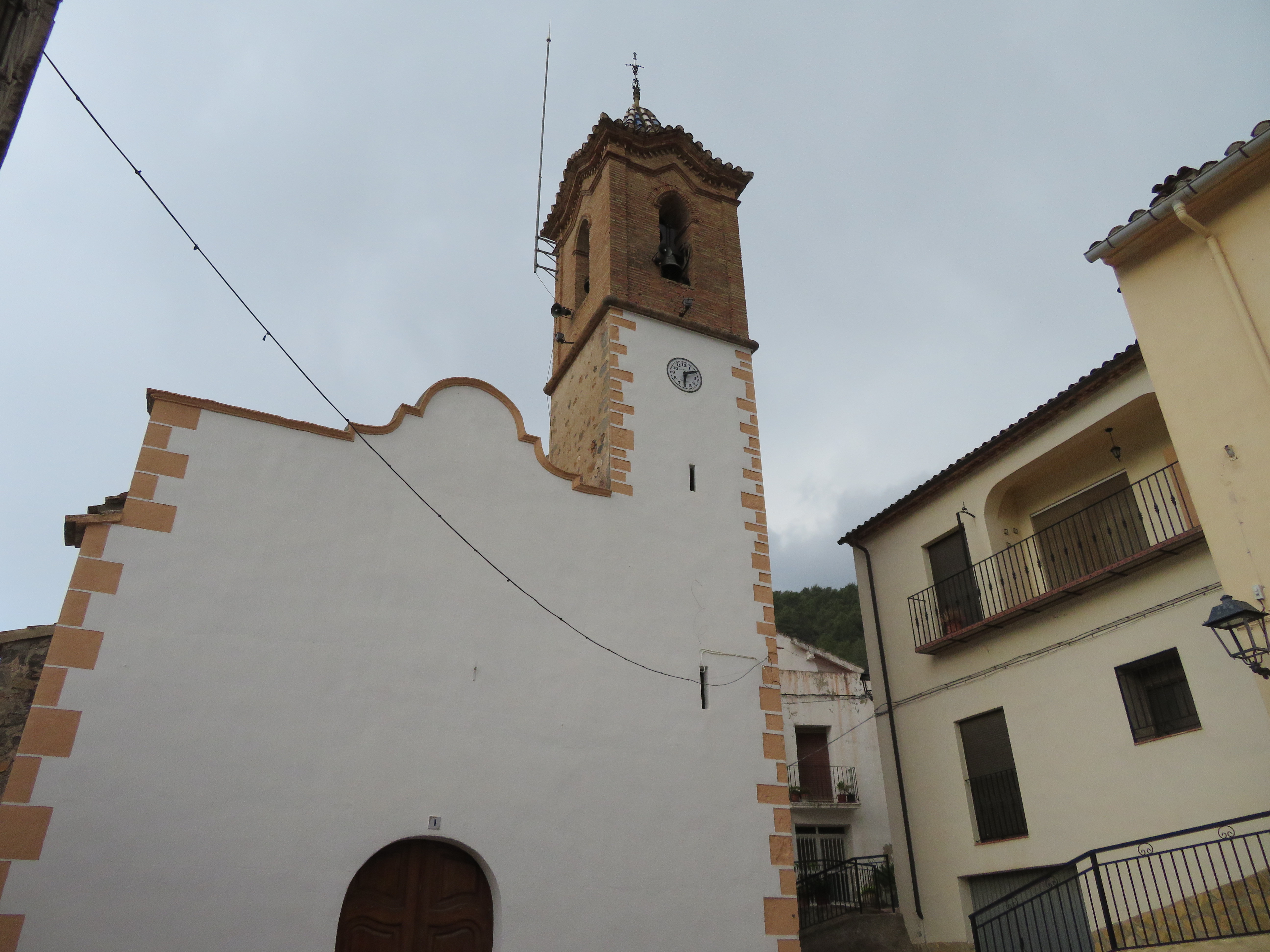
Iglesia parroquial de la Virgen de la Asunción de Veo.

La iglesia de la Virgen María de la Asunción de Veo (Alcudia de Veo, provincia de Castellón, España) es un templo católico situado al centro del pueblo, en la plaza de san Antonio Abad, 1. Forma parte del arciprestazgo de la Virgen María de Esperanza, dentro de la diócesis de diócesis de Segorbe-Castellón, y es servida por el sacerdote de la iglesia de san Miquel Arcángel de Alcudia de Veo. 
Iniciada su construcción en el siglo XVIII, el cuerpo de las campanas no fue finalizado hasta el año 1904. Las imágenes, ajuar y ornamentos religiosos de esta Iglesia fueron quemados el 12 de agosto de 1936, durante los primeros días de la guerra civil española.

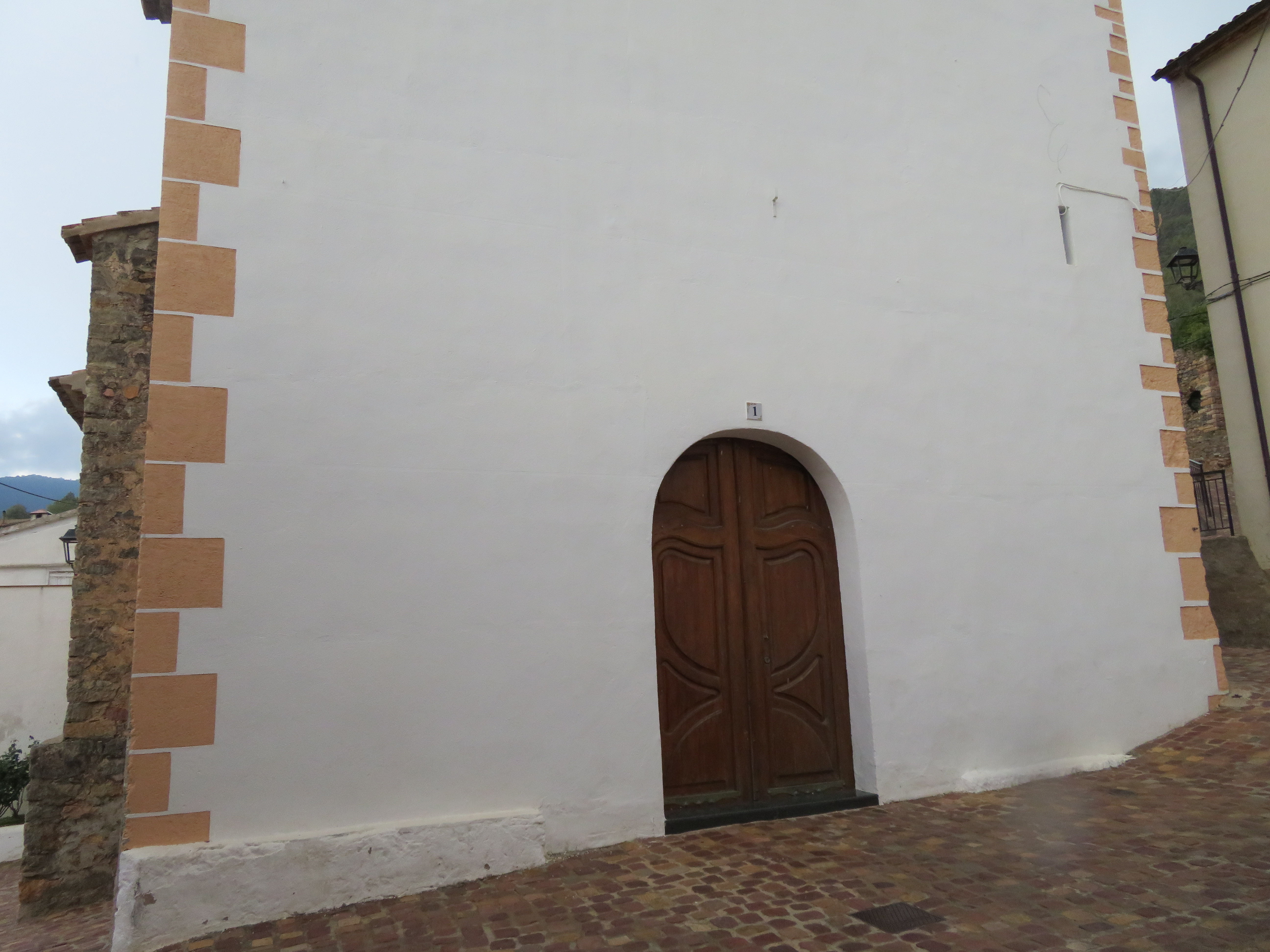
Iglesia parroquial de la Virgen de la Asunción de Veo.

## Arquitectura

### Estructura
La Asunción de Veo es un templo de reducidas dimensiones y de planta rectangular. El techo es de bóveda y cuenta, además de con un sencillo altar mayor, con varios altares laterales a los lados del templo que recae en la calle de san Marcelo.

### Fachada
La fachada es muy sencilla, sin ningún tipo de ornamentación. Únicamente ha sido pintada de color blanco.
La puerta de madera del templo se enmarca dentro de un arco de medio punto, sin que haya ningún óculo, ventana u hornacina por encima de ella.

### Torre campanario
El campanario se encuentra adosado en el lado oeste de la fachada. Del mismo modo que el resto del templo, está obrado de masonería y cal de mortero, a excepción del último tramo, que es de baldosa. El remate es de aguja y lo decoran tejas de color azul.
En la actualidad, la Asunción de Veo posee dos campanas más antiguas que el cuerpo de las campanas donde están ubicadas:
- Maria de Grácia, realizada en 1840 por Juan Traver a la vecina población de Artana.
- Santa Bárbara, pieza anónima de 1722.